# Ceratopyxis verbenacea
Ceratopyxis verbenacea là một loài thực vật có hoa trong họ Thiến thảo. Loài này được (Griseb.) Hook.f. mô tả khoa học đầu tiên năm 1872.